# Лоренцо Перози
Монсеньор Лоренцо Перози (на италиански: Lorenzo Perosi) (Тортона, 21 декември 1872 - Рим, 12 декември 1956) е италиански свещеник и композитор. През 1898 г. става капелмайстор към Сикстинската капела.
Перози учи църковна музика при баща си, а по-късно и при Франц Хаберл. През 1893 г. е прогласен за свещеник и капелмайстор. Допринася много, композирайки църковни творби, изпълнявани в държави като Белгия и Холандия.